# Music for an Accelerated Culture
Music for an Accelerated Culture je debutové album britské hudební skupiny Hadouken!, které vyšlo 5. května 2008. Album obsahuje devět nových písní, tři z nich („Spend Your Life“, „What She Did“ a „Declaration of War“) kapela představila na živých vystoupení ještě před vydáním alba. Zbylé dvě skladby „Liquid Lives“ a „That Boy That Girl“ již vyšly v roce 2007 jako singly. Původně se zde měla objevit i píseň „Where´s Your Head", která však zůstala pouze na koncertním repertoáru.
Na novou desku se čekalo s velkou nervozitou, po vydání alba opatřil britský tisk Hadouken! nálepkou „toho nejčerstvějšího, co můžete na současné hudební mapě Anglie najít“. Žánrově se jedná o křížence new rave, grimu a indie rocku, deska je hodně taneční, dala by se zařadit někam mezi Prodigy, The Chemical Brothers a Happy Mondays.

## Seznam písní
1. Get Smashed Gate Crash - 3:21
2. That Boy That Girl - 3:32
3. Game Over - 3:35
4. Declaration of War - 3:11
5. Mister Misfortune - 3:17
6. Crank It Up - 3:00
7. What She Did - 3:18
8. Driving Nowhere - 3:48
9. Liquid Lives 2:51
10. Spend Your Life - 3:13
11. Wait for You - 4:00

### Bonusy (iTunes)
- 12. Leap of Faith (Chase and Status vocal) - 6:21
- 13. Declaration of War (The Whip remix) - 5:30
- 14. Declaration of War (video k písni) - 3:11

## Singly z alba
1. „That Boy That Girl“ (2007)
2. „Liquid Lives“ (2007)
3. „Get Smashed Gate Crash“ (2008)
4. „Declaration of War“ (2008)